# Klingenteichbach (Neckar)
Der Klingenteichbach, auch Klingenbach oder Klingengraben genannt, ist ein knapp anderthalb Kilometer langer Bach auf dem Gebiet der Stadt Heidelberg in Baden-Württemberg. Er ist ein linker und südsüdöstlicher Zufluss des Neckars.

## Geographie

### Verlauf
Der Klingenteichbach entspringt in einer steil abfallenden Hangmulde am Nordwesthang des Königstuhls zwischen dem Sporn der Molkenkur rechts und dem Gaisberg-Ausläufer links auf einer Höhe von etwa 281 m ü. NHN. Er fließt nordwestwärts durch seine Talschlucht Klinge, offen nur bis etwa zum Klingentor, dann flacher und verdolt in immer nördlicherer Richtung an der Peterskirche vorbei und unter Grabengasse und Marstallstraße. Er mündet schließlich auf einer Höhe von etwa 114 m ü. NHN von links in den Neckar.
Der 1,452 Kilometer lange Lauf des Klingenteichbachs endet ungefähr 167 Höhenmeter unterhalb seiner Quelle, er hat somit ein mittleres Sohlgefälle von etwa 120 ‰.

### Einzugsgebiet
Das 1,239 km² große Einzugsgebiet des Klingenteichbachs gehört, naturräumlich gesehen, mit den am Oberhang des Königstuhls liegenden Teilen zum Unterraum Westlicher Kleiner Odenwald des Sandstein-Odenwaldes, mit den unteren zum Unterraum Gaisbergfuß der zur Oberrheinischen Tiefebene zählenden Bergstraße. Es wird von ihm über den Neckar und den Rhein zur Nordsee entwässert.
Im Hangbereich steht zuoberst der Mittlere Buntsandstein an, der Bach selbst entsteht beständig erst darunter im Unteren Buntsandstein und durchquert auf seiner zweiten, flacheren Laufhälfte im Flusstal dann die Auenlehmzone linksseits des Neckars. Die Talrinne am Hang folgt ungefähr einer vermuteten Störungslinie.

## Geschichte
Die mittelalterliche Stadtanlage Heidelbergs reichte im Westen bis an die Grabengasse, also bis an den Lauf des Klingenteichbachs. Die ursprüngliche Siedlung nahm den hochwasserfreien Schwemmkegel des vom Klingenteich herabfließenden Klingenteichbaches ein. Dieser ursprüngliche Weiler entwickelte sich dann allmählich zur Stadt Heidelberg.

## Namensgeber
Nach dem Teich beziehungsweise dem abfließenden Bach ist die Klingenteichstraße benannt.